# Austin Powers: International Man of Mystery
Austin Powers: International Man of Mystery (titulada Austin Powers: misterioso agente internacional en España y Austin Powers: el agente internacional del misterio en Hispanoamérica) es una película estadounidense de comedia y acción de 1997 dirigida por Jay Roach. Es la primera entrega de la saga Austin Powers y está escrita, coproducida y protagonizada por Mike Myers, que interpreta a los dos personajes principales, el protagonista y el antagonista. También forman parte del reparto Elizabeth Hurley, Michael York, Robert Wagner, Mimi Rogers, Mindy Sterling y Seth Green. La película es una parodia de las películas de James Bond y otros elementos de la cultura popular de la década de los 60. Fue distribuida por New Line Cinema.
Con un presupuesto de 16,5 millones de dólares, recaudó 53 millones en Norteamérica y más de 67 millones en todo el mundo, recibiendo además críticas positivas. Su éxito dio lugar a dos secuelas: Austin Powers: The Spy Who Shagged Me (1999) y Austin Powers in Goldmember (2002). En los años posteriores, Myers ha hablado en varias ocasiones de la posibilidad de una cuarta película.

## Argumento
En 1967, el espía británico Austin Powers y su archienemigo, el Dr. Evil, se han enfrentado varias veces a lo largo de la década. Como los cómplices del Dr. Evil no han logrado asesinar a Austin, decide hacerlo él personalmente tendiéndole una trampa en un club nocturno de Londres. Austin logra escapar y trata de detener al Dr. Evil, pero éste escapa en una nave espacial que tiene la forma de la mascota de la marca de hamburguesas Big Boy y se congela criogénicamente para regresar en algún momento del futuro. Austin decide congelarse también en caso de que sus servicios sean necesarios en el futuro.
Treinta años después, en 1997, el Dr. Evil regresa con nuevos planes para conquistar el mundo y reúne a sus aliados, Número 2 y Frau Farbissina. Durante la ausencia del Dr. Evil, Número 2 ha desarrollado Virtucon, la tapadera legal del imperio del mal del Dr. Evil, convirtiéndola en una empresa multinacional que genera millones de dólares, pero el Dr. Evil no está interesado en los negocios y prefiere poner en marcha otros planes como chantajear a la Familia Real Británica, los más grandes terratenientes del mundo, haciendo correr el rumor de que el príncipe Carlos tiene una relación extramatrimonial y tenga que divorciarse, o utilizar un láser para crear un agujero en la capa de ozono e incrementar el riesgo de cáncer de piel. Sin embargo, ambas ideas son rechazadas por Número 2 debido a que ya han ocurrido. Frustrado, el Dr. Evil decide "hacer lo que siempre hacemos: robar armas nucleares y amenazar al mundo". Al principio, el Dr. Evil piensa pedir un millón de dólares como rescate, pero después de enterarse de que el valor del dólar ha caído debido a la inflación y de los elevados ingresos de Virtucon, decide pedir 100.000 millones.
Debido al regreso del Dr. Evil, el Ministerio de Defensa británico descongela a Austin. Para ayudarle a ajustarse a los años 90, le emparejan con Vanessa Kensington, la hija de su compañera de los años 60, la señora Kensington. Después de que recupere sus cosas de los 60, que incluyen un alargador de penes hecho en Suecia, Austin y Vanessa viajan a Las Vegas en busca del Dr. Evil. Durante su misión juntos, Austin intenta continuamente seducir a Vanessa, sin éxito. Mientras, el Dr. Evil descubre que durante su ausencia sus aliados han creado artificialmente a su hijo, Scott, usando su semen congelado. Ahora un adolescente, Scott está ofendido por la ausencia de su padre durante toda su vida y rechaza sus intentos de acercarse a él, por lo que ambos acuden a una sesión de terapia de padres e hijos.
Fingiendo que son una pareja casada de vacaciones, Austin y Vanessa se hospedan en un hotel y allí encuentran a Número 2. Después de un juego de blackjack, Austin conoce a la secretaria de Número 2, Alotta Fagina. Bajo órdenes del Ministerio de Defensa, Austin va al ático de Alotta Fagina en busca de información sobre el plan del Dr. Evil, el Proyecto Vulcano. Austin descubre que el Proyecto Vulcano consiste en enviar una cabeza nuclear al centro de la Tierra para causar masivas erupciones volcánicas por todo el mundo. Austin es descubierto por Alotta Fagina, y esta lo seduce para descubrir su verdadera identidad. Mientras tanto, el Dr. Evil descubre que Austin conoce sus planes y va tras él, pero Frau Farbissina le presenta el modo de acabar con Austin: las fembots, unas hermosas androides equipadas con pistolas en sus senos.
El Servicio Secreto Británico descubre que Virtucon ofrece una visita turística a través de sus instalaciones y lo considera una oportunidad ideal para que Austin y Vanessa se infiltren. Después de aplastar accidentalmente a un guardia con una apisonadora para entrar en un área restringida, Austin y Vanessa son atrapados por Random Task, uno de los secuaces del Dr. Evil. Mientras, la ONU accede a las demandas del Dr. Evil, pero él decide continuar con su plan de todas formas. Austin y Vanessa son puestos en "una situación de fácil escape que involucra una gran elaboración y una muerte exótica", de la que logran escapar, y Vanessa va en busca de ayuda mientras Austin se queda en la base para atrapar al Dr. Evil. Mientras trata de localizar al villano, Austin es atrapado por las fembots, pero él logra seducirlas haciendo un estriptis, consiguiendo que se sobrecalienten y que sus cabezas exploten.
Las Fuerzas Armadas Británicas se infiltran en la guarida del Dr. Evil, mientras Austin detiene el lanzamiento del dispositivo nuclear. Austin se enfrenta al Dr. Evil, pero Alotta Fagina llega con Vanessa como rehén. Número 2 decide traicionar al Dr. Evil y hacer un trato con Austin, por lo que el Dr. Evil le arroja al fuego por una trampilla. A continuación activa el mecanismo de autodestrucción de la guarida y escapa en su nave espacial. Austin y Vanessa escapan también mientras la guarida es destruida por una explosión nuclear.
Tres meses después, Austin y Vanessa se han casado. Durante su luna de miel, son atacados por Random Task, pero Austin logra reducirle utilizando el alargador de penes sueco. Austin y Vanessa salen al balcón y, mientras contempla las estrellas, Austin divisa la cámara criogénica del Dr. Evil, que jura venganza contra Austin desde el espacio.

## Reparto
- Mike Myers – Austin Powers / Dr. Evil
- Elizabeth Hurley – Vanessa Kensington
- Robert Wagner – Número 2
- Seth Green – Scott Evil[3]
- Mindy Sterling – Frau Farbissina[4]
- Michael York – Basil Exposition[5]
- Fabiana Udenio – Alotta Fagina[6]
- Will Ferrell – Mustafá
- Mimi Rogers –  Sra. Marie Kensington
- Joe Son – Random Task[7]
- Paul Dillon – Paddy O'Brien
- Charles Napier – Comandante Gilmour
- Elya Baskin – General Borschevsky
- Clint Howard – Johnson Ritter
- Tom Arnold – Hombre tejano en el servicio (no acreditado)
- Carrie Fisher – Terapeuta (no acreditada)
- Larry Thomas – Crupier del casino
- Burt Bacharach – él mismo
- Michael McDonald – Esbirro Steve (no acreditado)
- Cindy Margolis – Fembot
- Lois Chiles – Esposa de Steve (no acreditada)
- Rob Lowe – Amigo de Steve (no acreditado)

## Producción

### Inspiración
Mike Myers tuvo la idea para el personaje de Austin Powers después de escuchar la canción The Look of Love en la radio, una canción incluida en la película Casino Royale. Inicialmente, Myers creó al personaje como cantante de Ming Tea, una falsa banda de rock de los 60 que formó junto a Matthew Sweet y Susanna Hoffs durante su paso por Saturday Night Live a principios de los 90. Myers dijo que la película y el personaje están inspirados en las películas, la música y la comedia británica de los años 60 y 70, a las que su padre le aficionó de niño. "Después de la muerte de mi padre en 1991, analicé su influencia en mí como persona y de su influencia en mí con la comedia en general. Por tanto, Austin Powers es un homenaje a mi padre, que me enseñó a James Bond, Peter Sellers, The Beatles, The Goodies, Peter Cook y Dudley Moore". Otras inspiraciones fueron las películas Dr. Goldfoot and the Bikini Machine y The Ipcress File, y las series de televisión de la BBC Adam Adamant Lives!, Department S y Jason King. Fue la entonces esposa de Myers, Robin Ruzan, quien le animó a escribir una película basada en el personaje. Myers calcula que un 30-40% de la película fue improvisado.
Dana Carvey, compañero de Myers en Saturday Night Live y en las películas de Wayne's World, consideró que Myers plagió su imitación de Lorne Michaels para interpretar al Dr. Evil.

### Casting
Myers le ofreció a Jim Carrey el papel del Dr. Evil, ya que inicialmente no tenía pensado interpretar a varios personajes. Carrey se mostró interesado, pero finalmente tuvo que rechazarlo debido a conflictos de horario con el rodaje de Liar Liar.

### Localizaciones de rodaje
La mayoría de las escenas fueron grabadas entre California y Nevada. Un jardín japonés en Van Nuys y el Vasquez Rocks National Area Park en Agua Dulce fueron grabados en California; mientras que el Imperial Palace Hotel and Casino en Paradise, el Riviera Hotel and Casino y el Stardust Resort & Casino en Las Vegas Strip, el Circus Circus en Winchester y el Parque estatal Valle del Fuego fueron las localizaciones grabadas en el estado de Nevada.

## Premios y candidaturas
| Año  | Premio                           | Categoría                  | Candidatos                 | Resultado |
| ---- | -------------------------------- | -------------------------- | -------------------------- | --------- |
| 1998 | Blockbuster Entertainment Awards | Actor Favorito – Comedia   | Mike Myers                 | Candidato |
| 1998 | Blockbuster Entertainment Awards | Actriz Favorita – Comedia  | Elizabeth Hurley           | Nominada  |
| 1998 | Canadian Comedy Awards           | Mejor guion original       | Mike Myers                 | Candidato |
| 1998 | MTV Movie Awards (8ª edición)    | Mejor secuencia de baile   | Mike Myers                 | Ganador   |
| 1998 | MTV Movie Awards (8ª edición)    | Mejor villano              | Mike Myers                 | Ganador   |
| 1998 | MTV Movie Awards (8ª edición)    | Mejor actuación cómica     | Mike Myers                 | Candidato |
| 1998 | MTV Movie Awards (8ª edición)    | Mejor película             | Mejor película             | Candidata |
| 1998 | Premios Saturn                   | Mejor película de fantasía | Mejor película de fantasía | Ganadora  |
| 1998 | Premios Saturn                   | Mejor vesturario           | Deena Appel                | Candidata |